# 丰泰维沃
丰泰维沃（義大利語：Fontevivo），是意大利帕尔马省的一个市镇。总面积25平方公里，人口5551人，人口密度222.0人/平方公里（2009年）。ISTAT代码为034016。